# Contaminación por plomo en La Oroya
La contaminación por plomo en La Oroya ocasionó que esta ciudad haya sido catalogada como la quinta ciudad más contaminada del planeta. La ciudad de La Oroya, en la provincia de Yauli, departamento de Junín se ubica a 3750 metros sobre el nivel del mar. Durante años las poblaciones de La Oroya, Tarma, Jauja y Junín estuvieron expuestas a emisiones tóxicas de plomo, cadmio, arsénico, dióxido de azufre, entre otros contaminantes derivados de las operaciones del Complejo Metalúrgico de la Oroya (CMLO). Este complejo procesó los diversos minerales extraídos de minas vecinas. Además, los efectos de la intoxicación por plomo son irreversibles.
Resulta importante mencionar que el estado peruano gasta oficialmente hasta 50% de la recaudación de impuestos mineros en indemnizaciones a las regiones por los daños resultantes de esta industria. De acuerdo a la Defensoría del Pueblo, el origen de los conflictos sociales se debe mayormente a problemas sociales y ambientales.

## Historia
El Complejo Metalúrgico de La Oroya fue instalado en 1922 por la empresa estadounidense Cerro de Pasco Copper Corporation. Centromín Perú (empresa estatal) operó el complejo entre los años 1974 a 1997. Doe Run Perú, subsidiaria de la empresa norteamericana Doe Run Company, comenzó a operar el complejo tras su privatización en 1997 e inició el proceso de liquidación en el año 2009.
Durante los 87 años de vida productiva de la fundición de La Oroya, las emisiones de plomo, cadmio y arsénico se afectó alrededor de 2300 kilómetros cuadrados de suelos de la región Junín.
El 23 de junio del 2006, el Consejo Nacional del Ambiente mediante Decreto de Consejo Directivo N.º 020-2006-CONAM/CD se aprobó el Plan de Acción para la Mejora de la Calidad de Aire en la Cuenca Atmosférica de La Oroya. Al año siguiente, la empresa Depósitos Químicos Mineros se encargó de gestionar el almacenamiento y el manejo del ácido sulfúrico del complejo.
Según estudios independientes, el 97% de los niños y niñas entre 6 meses y 6 años; y el 98% de los infantes de entre 7 a 12 años; presentan niveles elevados de plomo en la sangre. Este porcentaje se incrementa a 100% en La Oroya antigua, la ciudad más cercana al complejo. Incluso el cadmio en la orina supera más de 6 veces la media en los estados unidos. Al 2015 los suelos de La Oroya Antigua, ubicada al frente Complejo Metalúrgico presentaba niveles de plomo tan altos que sobrepasan en algunos puntos los 9000 mg/kg.
En base al contrato de Transferencia de Acciones firmado entre el gobierno Peruano y la Doe Run, las continuas prórrogas del PAMA hasta el 2012 prácticamente eximían de toda culpabilidad a la Doe Run Perú de toda responsabilidad mientras el periodo de ejecución del PAMA. Posteriormente, Doe Run inició el proceso de liquidación acusando que se debía a que no se le aprobó la prórroga del PAMA en el 2009. En setiembre del 2009 se le dio una segunda prórroga por 30 meses, hasta el 2012. Desde el cierre de Doe Run en 2009 se evidenció una asombrosa disminución de dióxido de azufre y PM10. Posteriormente, cuando la empresa liquidadora Right Business empezó a funcionar parcialmente en 2012 se registró una contaminación atmosférica elevada por dióxido de azufre. En octubre del 2022 la empresa Consultores A1, liquidadora de Doe Run Perú, culminó la entrega de activos de la operación minera y en la actualidad, la empresa Metalurgia Business Perú SAC, empresa administrada por extrabajadores del complejo metalúrgico a quienes la Doe Run les adeudaba salarios, proyecta reanudar actividades en el complejo planeando producir zinco, plomo; y cobre a largo plazo.
Al 2015 Activos Mineros S.A. (anteriormente Centromín Perú) realizó obras de remediación de suelos en convenio con la municipalidad de Yauli en los alrededores de la ciudad de La Oroya pero no tomó ninguna acción correctiva en los suelos de La Oroya Antigua.
El 2016, el todavía candidato a la presidencia Pedro Pablo Kuczynski pidió prorrogar la ley 27809 con el fin de evitar la liquidación de la empresa. En su gobierno, el 2017 se flexibilizó el Estándar de Calidad Ambiental para Aire, entre lo más resaltante podemos encontrar que las emisiones diarias de dióxido de azufre (SO2) aumentaron de 20 ug/m3 hasta 250 ug/m3 e incluso se incrementó el número de veces en el año una empresa puede superar dicho parámetro, de 3 a 7 veces por año.

## Datos socioeconómicos de La Oroya al 2006
La población del distrito presentaba índices de pobreza altos, con un déficit de alcantarillado del 53%, cobertura en salud del 47%. Mientras que solo el 64% disponía de agua intradomiciliaria y el 21% no poseía servicios higiénicos.
Durante la época de operación del complejo metalúrgico, la fuente principal de ingresos de la población de La Oroya provenía de esta de manera directa e indirecta.

## Procesos judiciales
- En el 2015 diversas organizaciones, entre ellas AIDA, lograron que en el 2017 la Comisión Interamericana de Derechos Humanos ordene al estado peruano la adopción de medidas para proteger la salud, integridad y vida de un grupo de residentes de La Oroya. Entre estas medidas se encontraban otorgar un diagnóstico médico especializado a los beneficiarios y a quienes basándose en su diagnóstico se encuentren en peligro de daño irreparable a su salud y su vida.[3]
- En 2007, se interpuso una demanda ante la Corte Interamericana de Derechos Humanos (CIDH) contra el Estado peruano por la vulneración de derechos humanos ocasionada por las emisiones tóxicas del Complejo Metalúrgico de La Oroya (CMLO).[3] En octubre de 2022, el proceso entró en su fase final.[8] La Corte IDH emitió una sentencia en 2024 tras comprobar la ausencia de medidas por parte del gobierno peruano para proteger a 80 comuneros afectados, a pesar de las peticiones formuladas al respecto.[12]
- Padres de niños y niñas con alto nivel de plomo en la sangre intentaron obtener una reparación mediante una acción colectiva en Misuri, donde se encuentra Renco Group Inc.[3]
- Renco a su vez, inició un arbitraje internacional alegando la violación de sus derechos como inversor extranjero, garantizados en el Tratado de Libre Comercio entre Perú y Estados Unidos, pidiendo una compensación de 800 millones de dólares.[3]
- El 18 de junio del 2016, el Perú obtuvo una decisión favorable del Tribunal Arbitral Internacional por el proceso iniciado por Renco Group Inc.[10]